# Wyrzywilki
Wyrzywilki (niem. Wolfsbruch) – część wsi Żywki w Polsce, położona w województwie warmińsko-mazurskim, w powiecie giżyckim, w gminie Kruklanki.
W latach 1975–1998 Wyrzywilki należały administracyjnie do województwa suwalskiego.

## Nazwa
28 marca 1949 r. ustalono urzędową polską nazwę miejscowości – Wyrzywilki, określając drugi przypadek jako Wyrzywilków, a przymiotnik – wyrzywilcki.